# Priscos
Priscos ist eine Ortschaft und Gemeinde im Norden Portugals.
Priscos ist überregional bekannt für seine alljährliche Weihnachtskrippe Presépio de Priscos, die als größte lebende Weihnachtskrippe Europas gilt.
Auch für seine Süßspeise Pudim abade de Priscos („Pudding des Abtes von Priscos“) ist der Ort bekannt. Der Pudding wurde Mitte des 19. Jahrhunderts vom Gemeindepfarrer von Priscos erfunden und ist heute Teil des Ortswappens.

## Geschichte
Von besonderer Bedeutung für die Ortsgeschichte war der Ritter D. Paio Ramires, Templerritter und Herr auch über Priscos, Vater des Kreuzritters Gualdim Pais. Als Weggefährte des späteren ersten Königs von Portugal D. Afonso Henriques war er 1128 in der Schlacht von São Mamede maßgeblich am Sieg über Theresia von León (Afonsos Mutter) beteiligt und machte sich damit um die danach erfolgte Unabhängigkeit des Königreich Portugals verdient.
Überregional bedeutend war später auch der aus Vila Verde stammende Abt Manuel Joaquim Machado Rebelo (1834–1930). Er war Pfarrer der Gemeinde Priscos und galt zu seiner Zeit als einer der bedeutendsten Köche Portugals. Der bekannte Pudim abade de Priscos stammt von ihm.
Der Pudding Pudim abade de Priscos war 2011 unter den Kandidaten in der Sparte Gastronomie zu der vom portugiesischen Kulturministerium ausgerichteten und vom portugiesischen Fernsehen begleiteten Wahl der „Sieben Wunder Portugals“ (Sete Maravilhas de Portugal, mit den zwischen 2007 und 2017 sukzessiv ausgerichteten Wahlen in den sechs Kategorien Baudenkmäler, portugiesisches Erbe weltweit, Natur, Gastronomie, Strände und Dörfer).

## Weihnachtskrippe
Alljährlich an jedem Wochenende der Vorweihnachtszeit bis weit in den Januar hinein verwandelt sich der historische Ortskern des Dorfes in ein großes Krippenspiel, das als größte lebende Weihnachtskrippe Europas gilt. Über 800 Personen (Stand 2017) stellen in 90 Bildern (u. a. Handwerker, Beamte, Soldaten) Alltagsszenen aus der Zeit Jesus dar und zeigen dabei neben Bibelszenen auch jüdische, römische und ägyptische Kultur und Handwerk.
Seit 2005 wird dieses Presépio de Priscos (port. für Weihnachtskrippe von Priscos) jedes Jahr ausgerichtet. Initiiert wurde das Projekt von Gemeindepfarrer João Torres, und inzwischen helfen Gefangene des Gefängnisses Braga in einem Resozialisierungsprojekt beim Aufbau mit.
Die überdimensionale Weihnachtskrippe lockt alljährlich viele tausend Besucher an und erhält landesweite Berichterstattung. Auch Staatspräsident Marcelo Rebelo de Sousa besuchte das Presépio de Natal bereits.

## Verwaltung

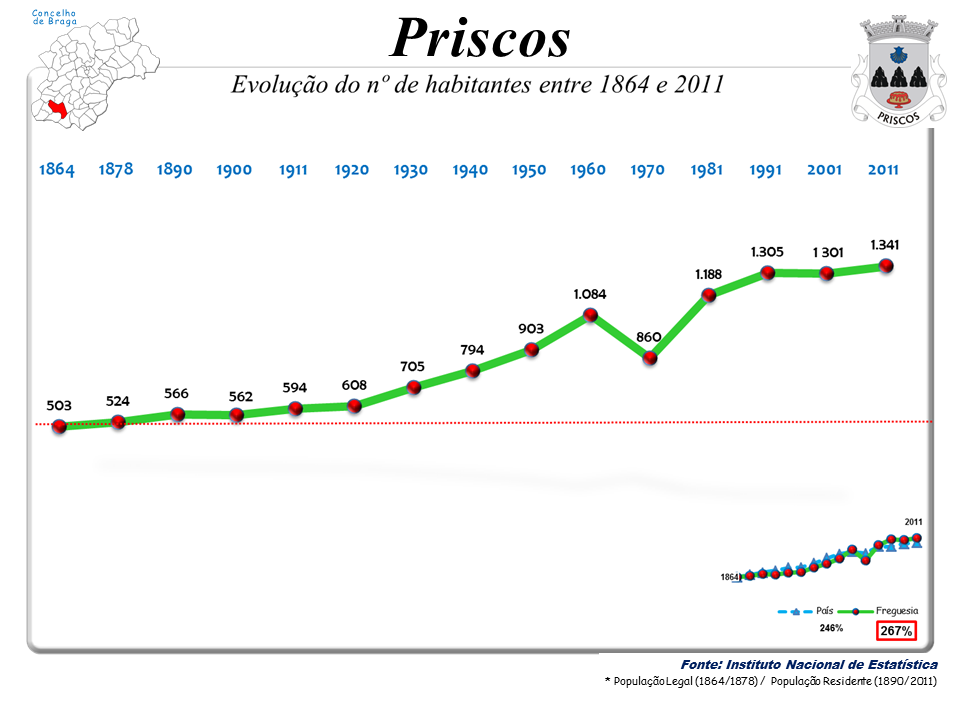
Einwohnerentwicklung in der Gemeinde Priscos (1864–2011)

Priscos ist Sitz einer gleichnamigen Gemeinde (Freguesia) im Kreis (Concelho) von Braga im gleichnamigen Distrikt Braga. Sie besitzt eine Fläche von 3,6 km² und hat 1256 Einwohner (Stand 19. April 2021).
Die Gemeinde besteht nur aus der Ortschaft Priscos.

## Baudenkmäler
- Gemeindekirche Igreja Paroquial de Priscos, nach ihrem Schutzpatron auch Igreja de São Tiago[7]
- Ponte das Alminhas, auch Ponte do Castro, mittelalterliche Steinbrücke[8]

## Söhne und Töchter
- João da Rocha (1565–1623), Missionar in China